# IC 2666
IC 2666 је спирална галаксија у сазвјежђу Лав која се налази на листи објеката дубоког неба у Индекс каталогу.
Деклинација објекта је + 13° 46' 56" а ректасцензија 11h 15m 43,8s. Привидна величина (магнитуда) објекта IC 2666 износи 13,9 а фотографска магнитуда 14,7. IC 2666 је још познат и под ознакама MCG 2-29-16, CGCG 67-44, PGC 34342.